# プロイエシュティ市電
プロイエシュティ市電（ルーマニア語: Tramvaiul din Ploieşti）は、ルーマニアの都市・プロイエシュティ市内に存在する路面電車。2020年現在はプロイエシュティの公共交通機関を運営する公営組織である急行旅客輸送プロイエシュティ（Transport Călători Express Ploiești、TCE Ploiești）によって運営されている。

## 概要

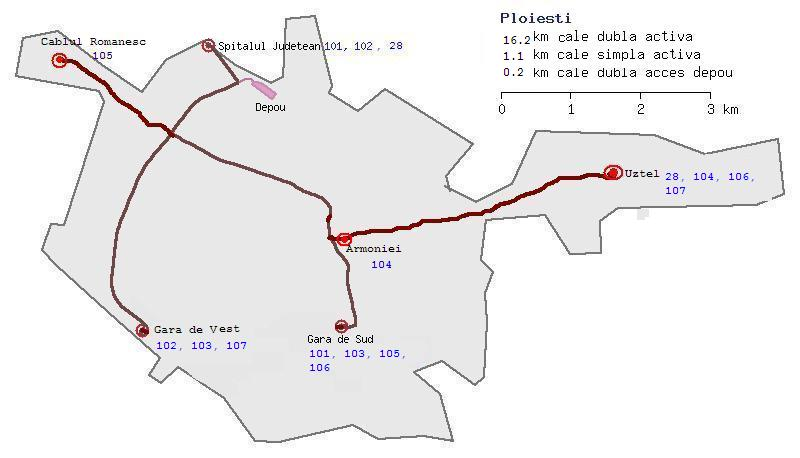
開通当初の路線図

共産主義時代のルーマニアでは、1980年代以降自国通貨の海外への流出抑制を目的に石油の輸入量を減らす代わりに、石油の使用量が自動車と比べて少ない路面電車の導入が各地で進められた。ルーマニアの石油産業の中心地であったプロイエシュティの路面電車もその1つで、1987年12月から営業運転を開始した。
開通当初は8系統（101 - 107、28号線）が存在し、プロイエシュティ市内各地に路線網を有していたが、1980年代に作られたルーマニア各地の路面電車網は早期建設を最優先にした結果、線路や施設の状態が不十分なまま営業運転が行われており、プロイエシュティでも騒音や振動に加え路面電車の走行により道路のアスファルトが破損する被害が多数報告される事態となった。これを受け、民主化後は早期に市電の路線網の廃止が断行され、1998年以降多くの系統が路線バスへと置き換えられた。廃止を免れた一部の系統についても老朽化や騒音・振動が深刻な状態に陥った事から、2010年代以降は欧州連合からの支援を受けた施設・道路の修繕や大規模な近代化が行われ、大規模な運休を経て2020年現在は近代化が完了した以下の2系統が運行されており、運賃は路線バスやトロリーバスと共に1回の乗車につき2.5レイである。
| 系統番号 | 起点              | 終点         | 備考・参考 |
| -------- | ----------------- | ------------ | ---------- |
| 101      | Spitalul Județean | Gara de Sud  |            |
| 102      | Spitalul Județean | Gara de Vest |            |

車両については、開業当初ルーマニア国産の車両（V3A、ティミス2）が導入されたが、早期に老朽化が進行した事を受け、2020年現在は全車両ともドイツのポツダム市電から譲渡された2車体連接車のタトラKT4Dに置き換えられている。導入当初は大半の車両がポツダム市電時代の塗装で運行していたが、2010年代以降はプロイエシュティの紋章の色である赤色、青色、白色と同市の公共交通機関の塗装である黄色を用いた新塗装への塗り替えが進んでいる。2020年の時点で、ポツダム市電で近代化工事を受けたタトラKT4DMを含めて30両が在籍する。

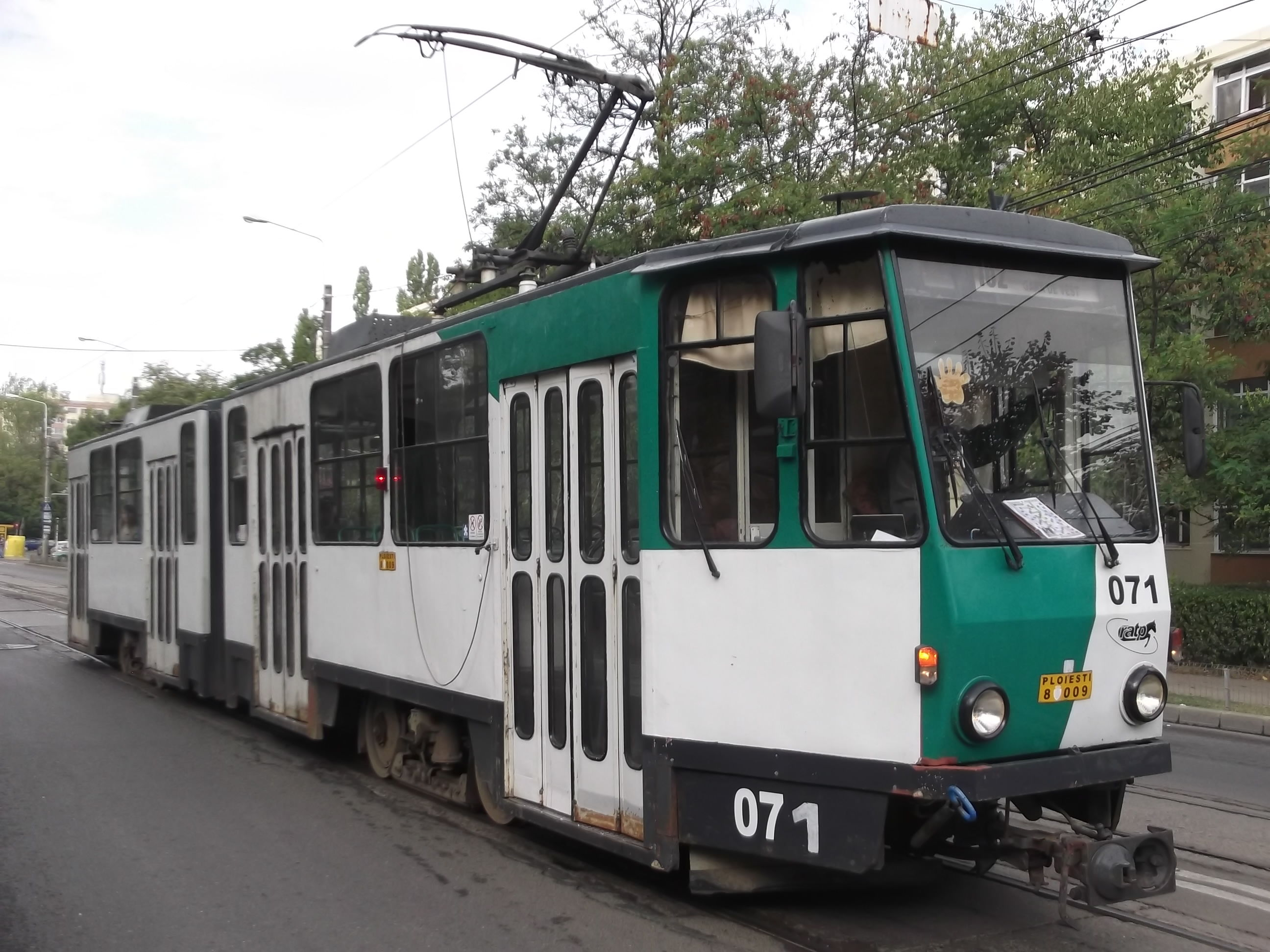
タトラKT4D （ポツダム市電塗装、2012年撮影）
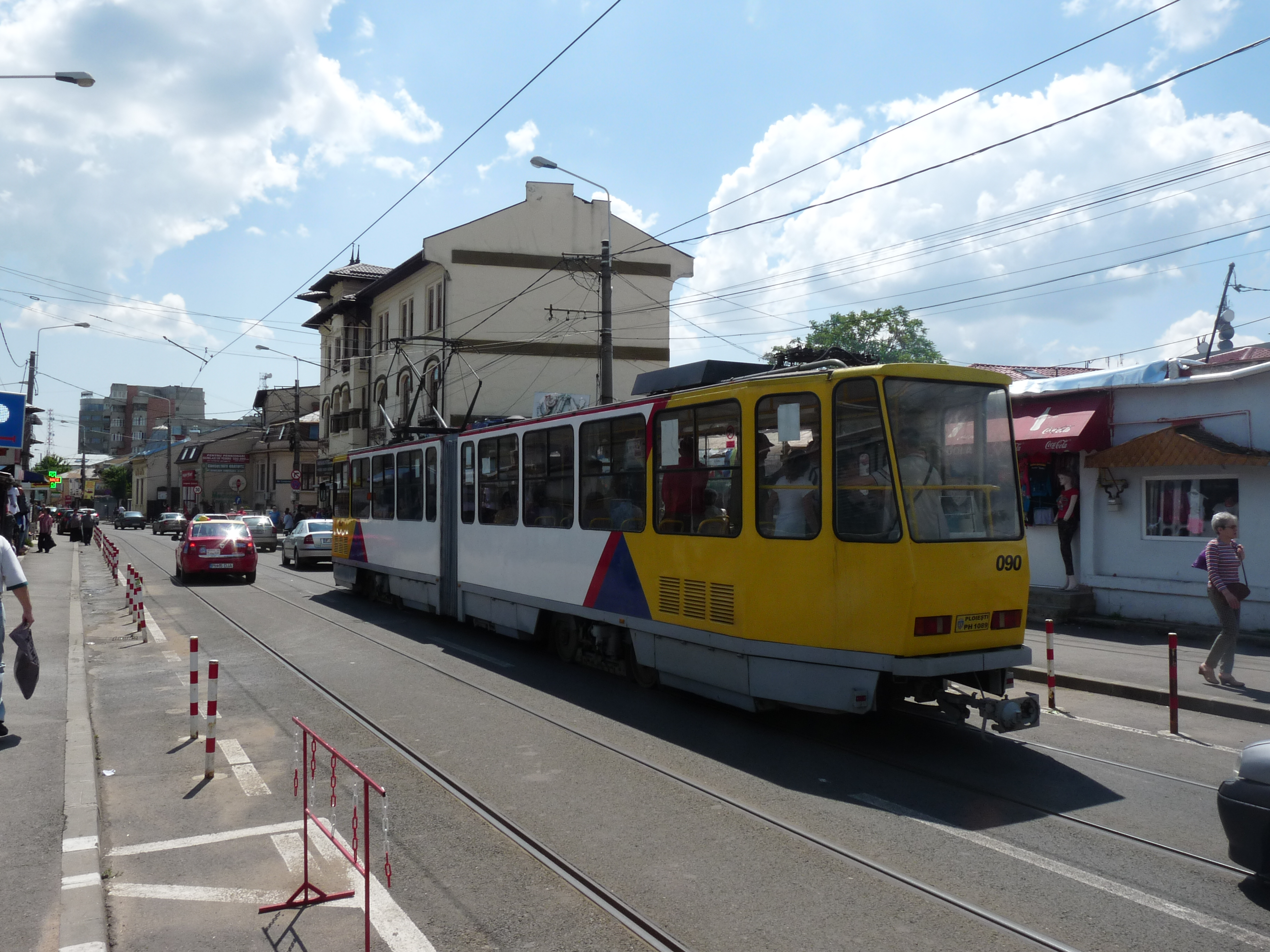
タトラKT4D （新塗装、後方、2017年撮影）
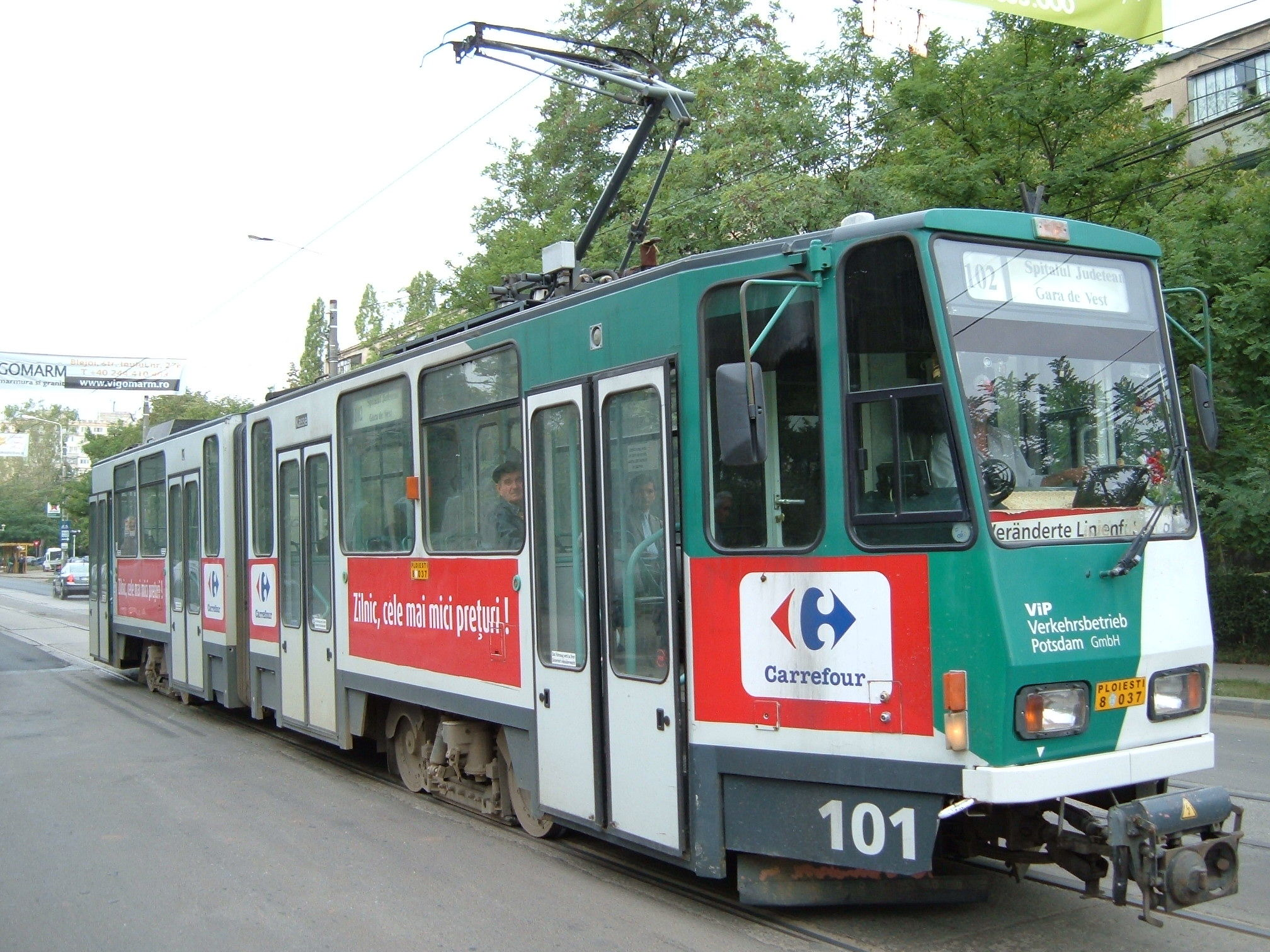
タトラKT4DM （ポツダム市電塗装、2008年撮影）
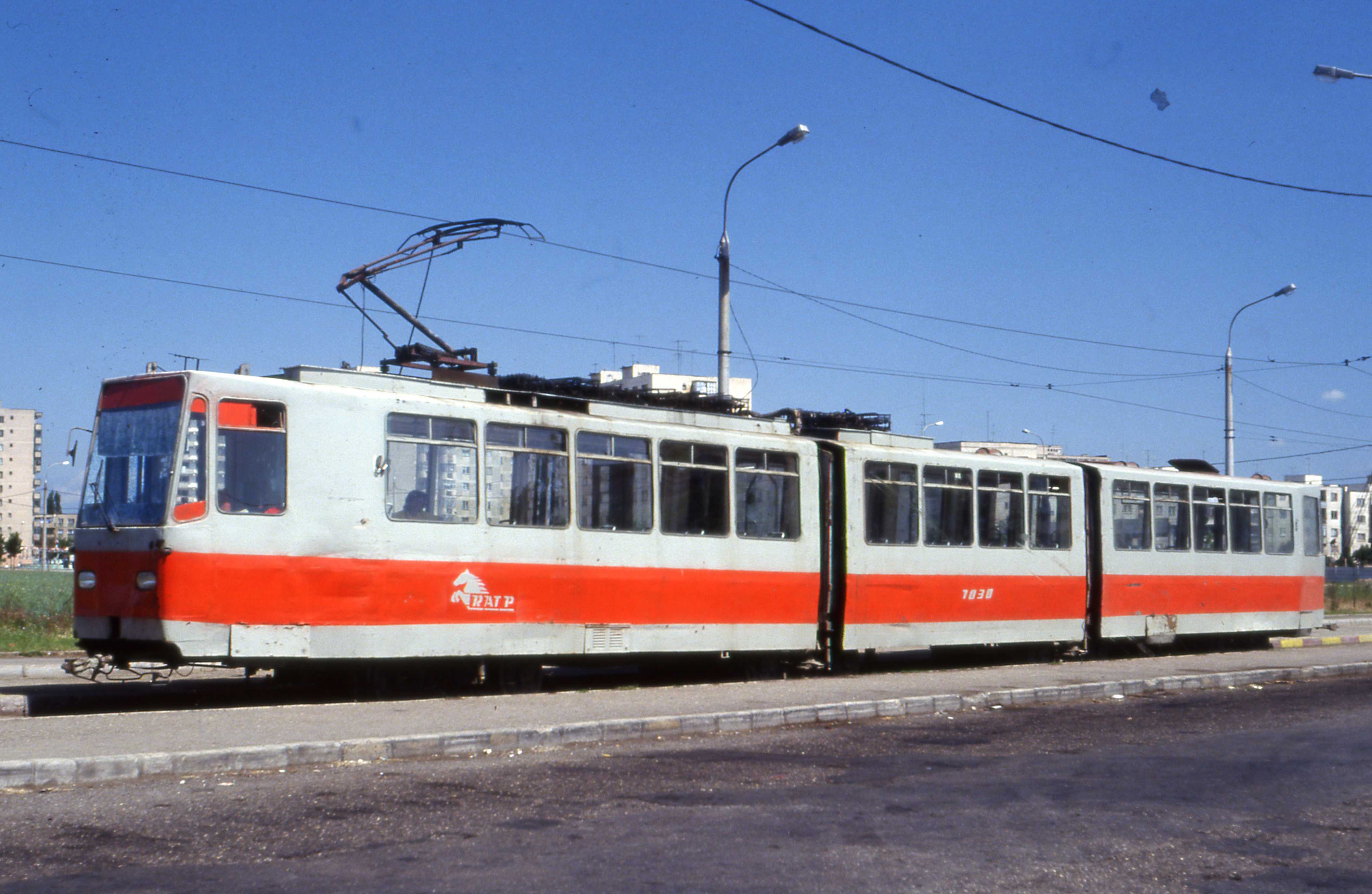
V3A （1994年撮影）
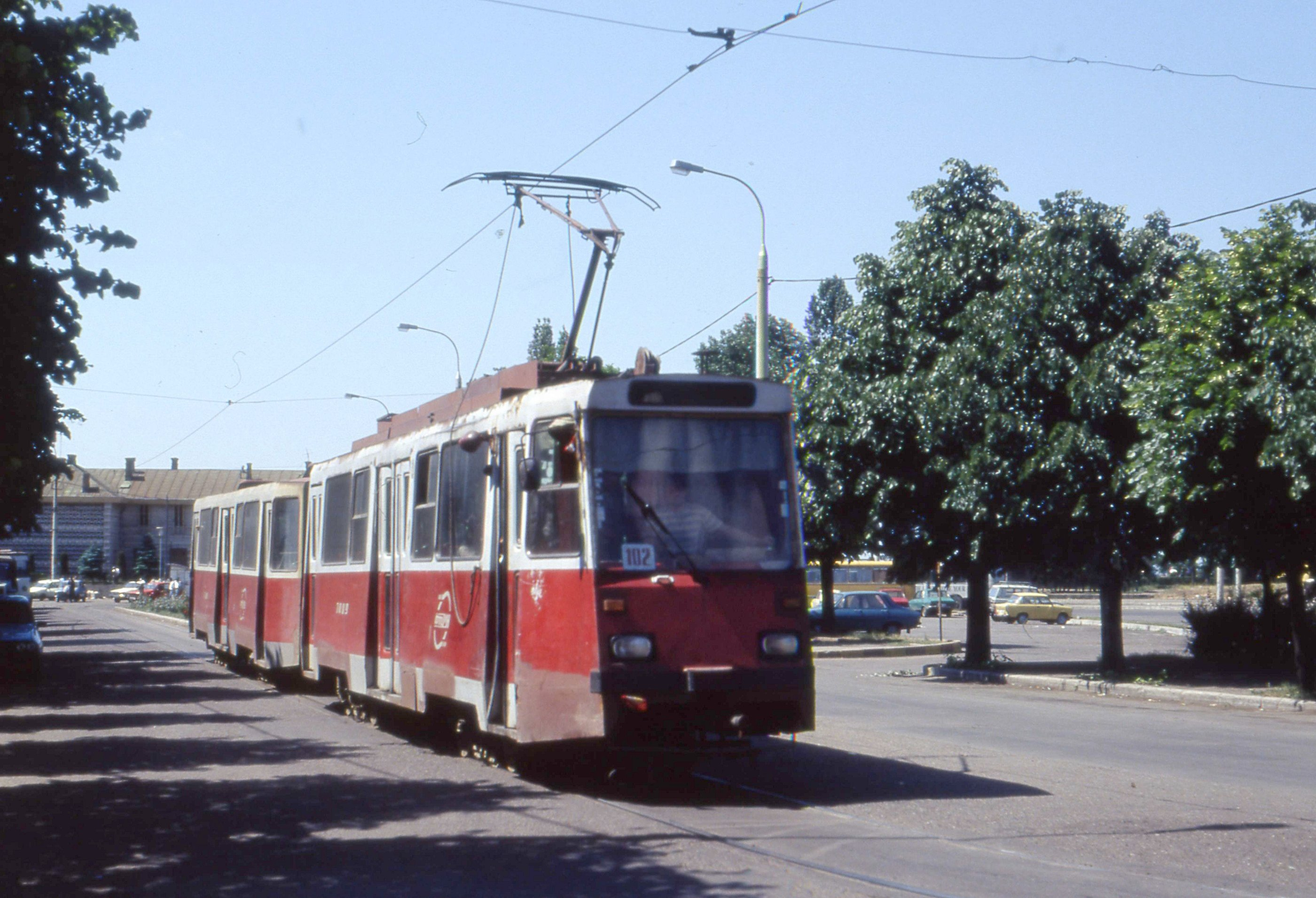
ティミス2 （1994年撮影）

## 参考資料
- Mike Russell (2016-5). “ROMANIA’S TRAMWAY REVIVAL”. Tramways & Urban Transit No.941 (LRTA) 79:  172-178 2020年12月15日閲覧。.